# فرط الملاءمة

شكل 1. يمثل الخط الأخضر نموذجًا مفرط المُلائمة ويمثل الخط الأسود نموذجًا منتظمًا. في حين أن الخط الأخضر يتبع بيانات التدريب اتباعًا أفضل، فإنه يعتمد بشكل كبير على تلك البيانات ومن المرجح أن يكون لديه معدل خطأ أعلى في البيانات الجديدة غير المرئية الموضحة بنقاط محددة باللون الأسود، مقارنة بالخط الأسود.

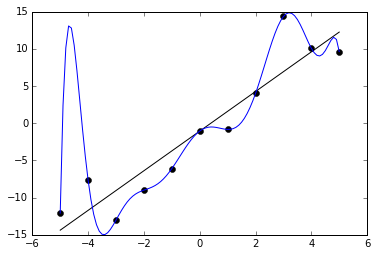
الشكل 2.يظهر فرط التعميم وذلك بسبب اعتماد نموذج خطي لملائمة بيانات ليست خطية

فرط المُلاءمة أو فرط التخصيص (بالإنكليزية: overfitting) في النمذجة الرياضية هو «إنتاج تحليل يتوافق توافقًا وثيقًا جدًا أو تامًا مع مجموعة معينة من البيانات، وبذلك قد يفشل في التوافق مع البيانات الإضافية أو التنبؤ بالملاحظات المستقبلية بشكل موثوق». النموذج مفرط المُلاءمة هو نموذج رياضي يحتوي على وسائط أكثر مما يمكن تبريره بواسطة البيانات. بالمعنى الرياضي، تمثل هذه الوسائط درجة متعددة حدود . إن جوهر فرط المُلاءمة هو استخراج بعض التباين المتبقي (أي الضجيج) بغير قصد كما لو كان هذا التباين يمثل بنية النموذج الأساسية.:45
أما نقص الملاءمة أو نقص التعميم (بالإنكليزية: underfitting) فيَحْدُث عندما لا يتمكن النموذج الرياضي من تعلم البنية الأساس للبيانات تعلمًا مناسبًا. النموذج ناقص المُلاءمة هو نموذج تكون فيه بعض الوسائط أو المصطلحات، التي قد تظهر في نموذج محدد تحديًدا صحيحًا، مفقودةً. قد يحدث فرط التعميم، على سبيل المثال، عند ملاءمة نموذج خطي للبيانات غير الخطية. يميل مثل هذا النموذج إلى أن يكون له أداء تنبئه ضعيفٌ.